# Go A
Go_A (укр. Ґоу_Ей) — украинская электрофолк-группа, образованная в 2012 году. Представители Украины на музыкальном конкурсе «Евровидении-2021», занявшие пятое место.

## История

### 2012—2015
Впервые идея создания группы, которая бы совмещала современную электронную музыку с этническими мотивами, возникла у Тараса Шевченко в 2011 году, но ему было сложно найти единомышленников. Поэтому первые попытки у Шевченко были дома на ноутбуке, а с живыми музыкантами работа началась уже в конце 2012 года. Тогда и появилась первая песня «Коляда».

### 2016—2019: «#Ідиназвук»
В ноябре 2016 года вышел дебютный альбом группы «#Ідиназвук», изданный на лейбле «Moon Records». В том же году Go_A одержали победу в конкурсе «The Best Track in Ukraine», а песня «Веснянка» попала на волны «Kiss FM», где шесть недель подряд держалась на первой строчке в хит-параде «10 Dance», в результате группа была номинирована титулом «Kiss FM Открытие года».
В начале 2017 года Go_A записали рождественский сингл «Щедрый вечер» с Катей Chilly. В том же году группа принимала участие в телевизионном концерте «Фолк-music» на телеканале UA: Первый, где состоялось знакомство с фольклорным ансамблем «Древо» из Крячковки. В сотрудничестве с которым была записана песня «У реки, у брода».
Весной 2019 года сингл «Веснянка» попал в топ-10 iTunes Dance chart в Словакии.

### Выступление на «Евровидении»
20 января 2020 года стало известно, что Go_A примет участие в национальном отборе на песенный конкурс «Евровидение-2020». По результатам жеребьёвки группа выступила в первом полуфинале национального отбора, который состоялся 8 февраля, и вышли в финал. 22 февраля в финале нацотбора с песней «Соловей» группа заняла первое место, получив наивысшее количество баллов по результатам голосования как от судей, так и от зрителей. Таким образом, группа представила бы Украину на конкурсе в Роттердаме, Нидерланды.
18 марта Европейский вещательный союз официально отменил конкурс из-за пандемии COVID-19. Через несколько часов после отмены конкурса НСТУ объявил, что Go_A представят Украину на песенном конкурсе «Евровидение-2021». С песней «Shum» группа смогла занять 5-е место, получив 97 баллов от жюри и 267 баллов от зрителей.

### После 2021 года
После завершения Евровидения, группа начала активно гастролировать по Украине и странам Европы.
В 2022 году Go_A выпустили новую песню «Kalyna». Все полученные доходы от релиза сингла на стриминговых сервисах группа направит в помощь пострадавшим от российского вторжения украинцам.
На конкурсе песни «Евровидение-2023» Go_A исполнили песню «Шум» во время парада флагов в финале шоу вместе с прошлыми украинскими участниками, включая Джамалу, Тину Кароль и Верку Сердючку.
В 2023 году Go_A выпустили новые песни «Rusalochki», «Vorozhyla» и «Dumala».

## Состав группы
Группу основал Тарас Шевченко. С момента создания состав группы менялся 14 раз. Музыканты Go_A происходят из разных краёв Украины: Катерина Павленко — Нежин, Тарас Шевченко — Киев, Игорь Диденчук — Луцк, Иван Григоряк — Буковина.
Все, кроме Диденчука, ранее играли тяжёлый рок. Катерина Павленко работает также руководителем хора ветеранов, а Шевченко был в рэп-группе, Диденчук играет более чем на 30 музыкальных инструментах.

## Музыкальный стиль и влияние
Группа объединяет украинский аутентичный вокал, современные танцевальные биты, африканские барабаны и гитарный драйв.
Новые релизы группы объединяли инструменты из разных уголков планеты, миксуя электронную музыку со звуками свирели, австралийского диджериду и африканских барабанов.

## Участие в фестивалях
Участники «Atlas Weekend 2021», «Jazz Koktebel», «Ше. Fest», «Країна Мрій», «ГогольFest», «Vedalife», «Трипольский круг», «ART-Пикник Славы Фроловой», «Polyana Music Festival», «Kyiv Open Air», «Белые ночи vol2», «Древний Меджибож» (2015), «Голосеевский тайник» (2016), и фестивалей в Израиле, Польше, Беларуси.